# 約克大學站
約克大學站（英語：York University Station）是一座多倫多地鐵央街－大學－士巴丹拿線車站，坐落加拿大安大略省多倫多北約克伊恩麥當奴道（Ian MacDonald Boulevard）和約克道（York Boulevard）的交界處，位處約克大學主校園的心臟地帶，由福斯特建築師事務所設計，於2017年12月17日聯同士巴丹拿地鐵延線項目其他車站一起開幕。此站啓用後，約克大學的對外交通改以地鐵為主，原有來往約克大學的巴士線中有不少停駛或縮短，而約克大學站上行的先鋒村站和407號公路站則成為該區的主要巴士總站。
車站工程於2011年5月展開。車站工地於同年10月11日發生工業意外，一部數千公斤重的鑽機翻側，造成一名工人死亡和另外五人受傷。

## 接駁交通
下列巴士線駛經約克大學站：
多倫多公車局
- 335號珍街深宵巴士線（Jane）
- 341號基爾街深宵巴士線（Keele）
- 353號士刁士深宵巴士線（Steeles）

約克區公車局
- 約克區活力巴士捷運紫線（Viva Purple）
- 3號康山巴士線（Thornhill）
- 20號珍街巴士線（Jane）
- 96號基爾街－央街巴士線（Keele－Yonge）
- 107號基爾街巴士線（Keele）
- 165號韋斯頓道巴士線（Weston）

賓頓公車局
- Züm501號皇后街巴士線（Queen）

## 外部連結
- （英文）TTC York University Station （页面存档备份，存于）－多倫多公車局網站 約克大學站頁面